# Odaiyakulam
Odaiyakulam é uma panchayat (vila) no distrito de Coimbatore, no estado indiano de Tamil Nadu.

## Demografia
Segundo o censo de 2001,  Odaiyakulam  tinha uma população de 11,668 habitantes. Os indivíduos do sexo masculino constituem 50% da população e os do sexo feminino 50%. Odaiyakulam tem uma taxa de literacia de 60%, superior à média nacional de 59.5%: a literacia no sexo masculino é de 68% e no sexo feminino é de 51%. Em Odaiyakulam, 10% da população está abaixo dos 6 anos de idade.